# Kodak DCS Pro SLR/n
La Kodak DCS Pro SLR/n è una reflex digitale 35mm con sensore full-frame da 13,5 megapixel (4500x3000 pixel) prodotta in collaborazione con Nikon. È una versione migliorata della serie Kodak DCS Pro 14n ed è basata su un corpo Nikon N80 modificato e quindi compatibile con tutti gli obiettivi Nikon con attacco F. Fu annunciata all'inizio del 2004 e divenne disponibile per l'acquisto a metà dello stesso anno. Ne esisteva anche una variante monocromatica chiamata Kodak Professional DCS Pro SLR/n m.
La fotocamera non è provvista di filtro anti-aliasing davanti al sensore CMOS cosicché le immagini sono molte nette, ma con una maggiore probabilità di avere artefatti in parte compensati dal software che dispone di elevate capacità di riduzione del rumore. Possiede anche un'alta gamma dinamica (l'abilità di catturare meglio nella stessa immagini luci e ombre dei soggetti) tuttavia ha meno sensibilità ISO di molte moderne SLR digitali nonostante sia piuttosto ampio l'intervallo selezionabile.
La cugina di questa fotocamera, la Kodak DCS Pro SLR/c annunciata un mese dopo, condivide lo stesso sensore CMOS full frame (36x24 mm), l'elettronica e molti controlli, ma è basata sulla SLR Sigma SD9 con un corpo personalizzato e compatibile con gli obiettivi per EOS.
La produzione di entrambi i modelli è terminata il 31 maggio 2005